# ロチョム・プニン
ロチョム・プチエン（Rochom P'ngieng, 1979年生まれと伝えられる）は、伝えられるところでは18年から19年の間ジャングルの中で野生児として生きていたカンボジアの若い女性である。
彼女は2007年1月13日にカンボジア北東部のラタナキリ州の密生したジャングルから、不潔で裸の姿のまま怯えて出てきた後、国際的な注目を浴びた。ある村人が弁当から食物がなくなっているのに気づいたあと、彼は地域に張り込んで女性を見つけ、何名かの友人を集めて彼女を捕えた。事件について聞かされた後に、45歳の Sal Lou（または Sar Yo)は、その地域へ旅立って、彼女を彼の長い間失っていた娘だと特定した。彼は、彼女のナイフ事故による腕の傷跡によって、彼女を特定した。家族は、1988年に彼女が8歳のとき自分達が最後に見た、ベトナム国境の近くで水牛の世話をしている間にジャングルの中で失った娘だと主張した彼女の6歳の妹は、同じ日に失踪して、まだ見つかっていない。。
家族はまた彼女の特徴的な顔立ちが彼女の母（Rochom Soy, それぞれのレポートによるとその人は50歳または41歳である）のものと類似していると主張する。カンボジア人権当局は、彼女の身元を確かめるためにDNA型鑑定を予定していると言われている。家族は、初めこれらの鑑定に同意したが、後で同意を取り下げた。スペインの心理学者は彼女を訪ねて、彼女が「いくらかの言葉を話し、おもちゃの動物と鏡を使ったゲームに応じて微笑んだ」が、少しも認識できる言語は話さないと報告した。また、逃走する裸の男性が、女性によって目撃された。いくつかのレポートでは、彼は剣を持ち歩いていて、一部の村民は、彼がジャングルの精霊であったと信じている。
荒野から帰った1週後に、彼女は文化的な生活に適応する困難を体験した。地方警察によって、彼女はたった3つの語を言うことができるに過ぎないと報告された。彼女はのどが渇いているか空腹なとき、彼女は自分の口を指さす。彼女は、まっすぐに歩くよりはむしろ、這うのを好む。彼女が何回もそうしようとしたので、家族は彼女がジャングルへ逃げないように24時間ロチョム・プチエンを見張る。彼女の母は、彼女がいつも服を脱ごうとするので、絶えず服を着させるほかなかった。ガーディアンのリポーター訪問団は、家族は本当に彼女を気にかけており「彼女はぼんやりしていて (listless) 、悲嘆し、夜は落ちつかない (restless)」 と描写した。上で言及される彼女の右腕の小さなナイフの傷跡に加えて、彼らはまた彼女の左の手首と足首の（まるで女性が長い間ジャングルに住んでいたように、見なかった足と同様に）深い傷跡について解説した。彼女は、指導なしでスプーンを使うことができた。彼らは、彼女が過去に虜にされたかもしれないと推測した。
人権保護NGOのLicadhoは、女性が社会に戻った後に精神的外傷に耐えていること、虐待の被害者だった可能性を恐れている。彼女は、ロープの束縛のようなものが原因の可能性のある腕の傷跡を持つ。「我々は、この女性が何らかの、おそらく性的であるか身体的拷問の犠牲者だろうと考えている」と、Kek Galabru は述べた。Licadho は、プノンペン（およそ250マイル離れる）に彼女と家族を連れてきて、彼女が治療を受ける間の住宅費用を支払うと申し出た。
Penn Bunna, 公式には Adhoc（もう一つのカンボジアの人権保護団体）の当局者は、頻繁に訪れる訪問客が彼女に新たな精神的刺激を引き起こしそうだと述べた。グループは、医学的、精神医学的な処置料金の支払いを援助するとも申し出た。彼は「彼女には、彼女の会話能力に影響を及ぼした心的外傷となる出来事がジャングルであったに違いない」と述べた。
2009年12月からクメール語を理解し始め、2010年の1月にはプノン語の言葉を話し始めた。2010年5月、行方不明になり森に逃げ帰ったと思われるも、自宅から約100メートル離れた屋外トイレの穴の中から11日ぶりに発見された。トイレの穴の上には木製のフタが置かれていたが、プニンは10メートル底で胸まで汚物に浸かった状態で発見された。